# 砂石狸藻
砂石狸藻（學名：Utricularia arenaria）為狸藻屬小型一年生陸生食虫植物。其种加词“arenaria”来源于拉丁文“arena”，意为“沙子”，指其栖息于土壤相对砂质的地区。原產於熱帶非洲南部，可見於安哥拉、蒲隆地、喀麥隆、科特迪瓦、剛果民主共和國、衣索比亞、加彭、迦納、肯亞、馬達加斯加、馬拉威、馬利共和國、莫三比克、奈及利亞、塞內加爾、塞拉利昂、南非、蘇丹共和國、坦尚尼亞、多哥、烏干達、尚比亞、以及辛巴威。也曾于印度中央邦采集到一个单一标本。砂石狸藻陆生于海拔约2400米的潮湿砂质或泥炭质的沼泽草地或沼澤中。1844年，阿方斯·比拉姆·德康多爾（Alphonse Pyrame de Candolle）对砂石狸藻进行了最初的描述。
砂石狸藻分布广泛，形态多变，所以其存在许多异名。